# Exastilithoxus
Exastilithoxus is een geslacht van straalvinnige vissen uit de familie van de harnasmeervallen (Loricariidae).

## Soorten
- Exastilithoxus fimbriatus (Steindachner, 1915)
- Exastilithoxus hoedemani Isbrücker & Nijssen, 1985